# Świetlówka

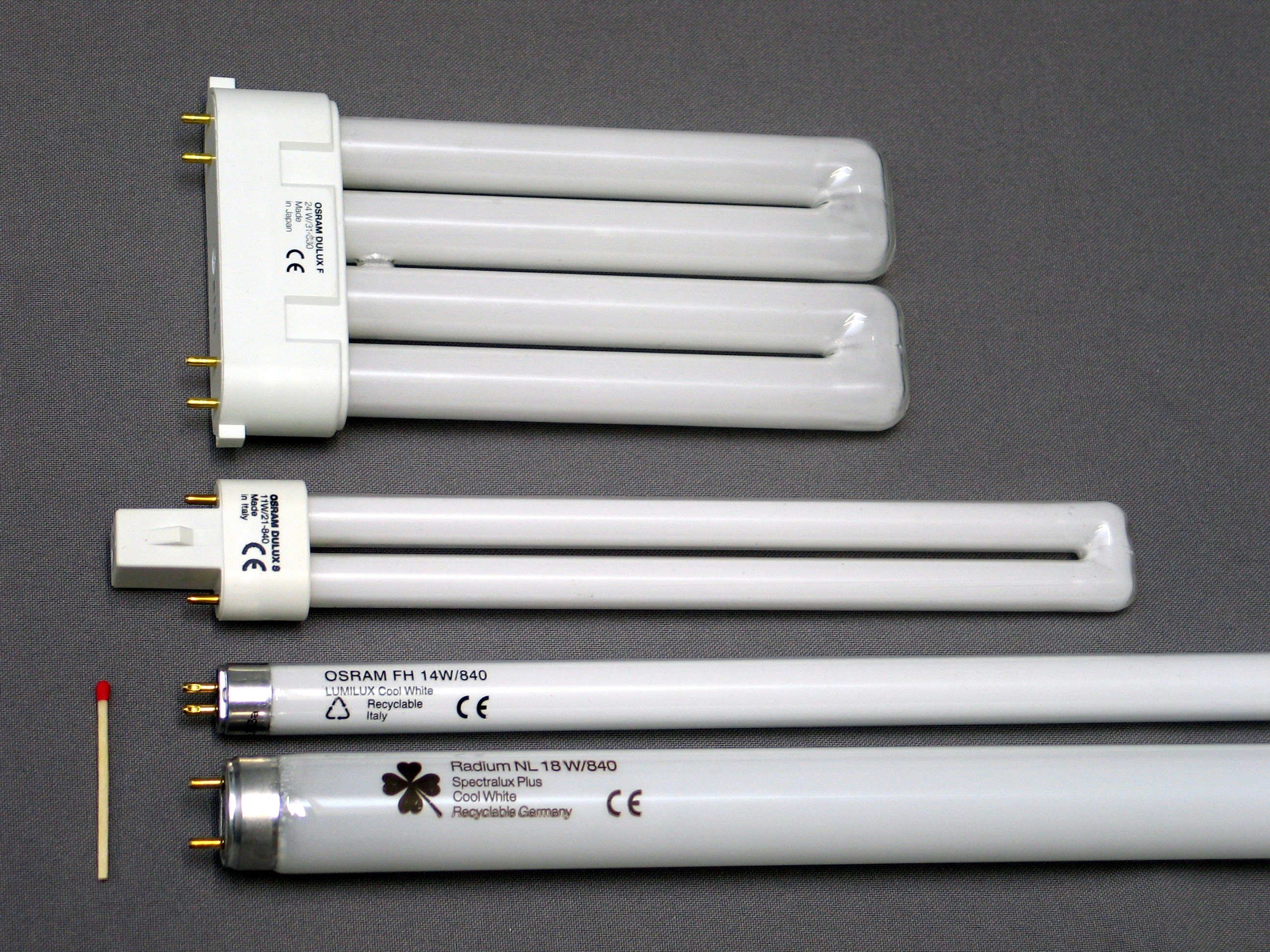
Różne konstrukcje świetlówek

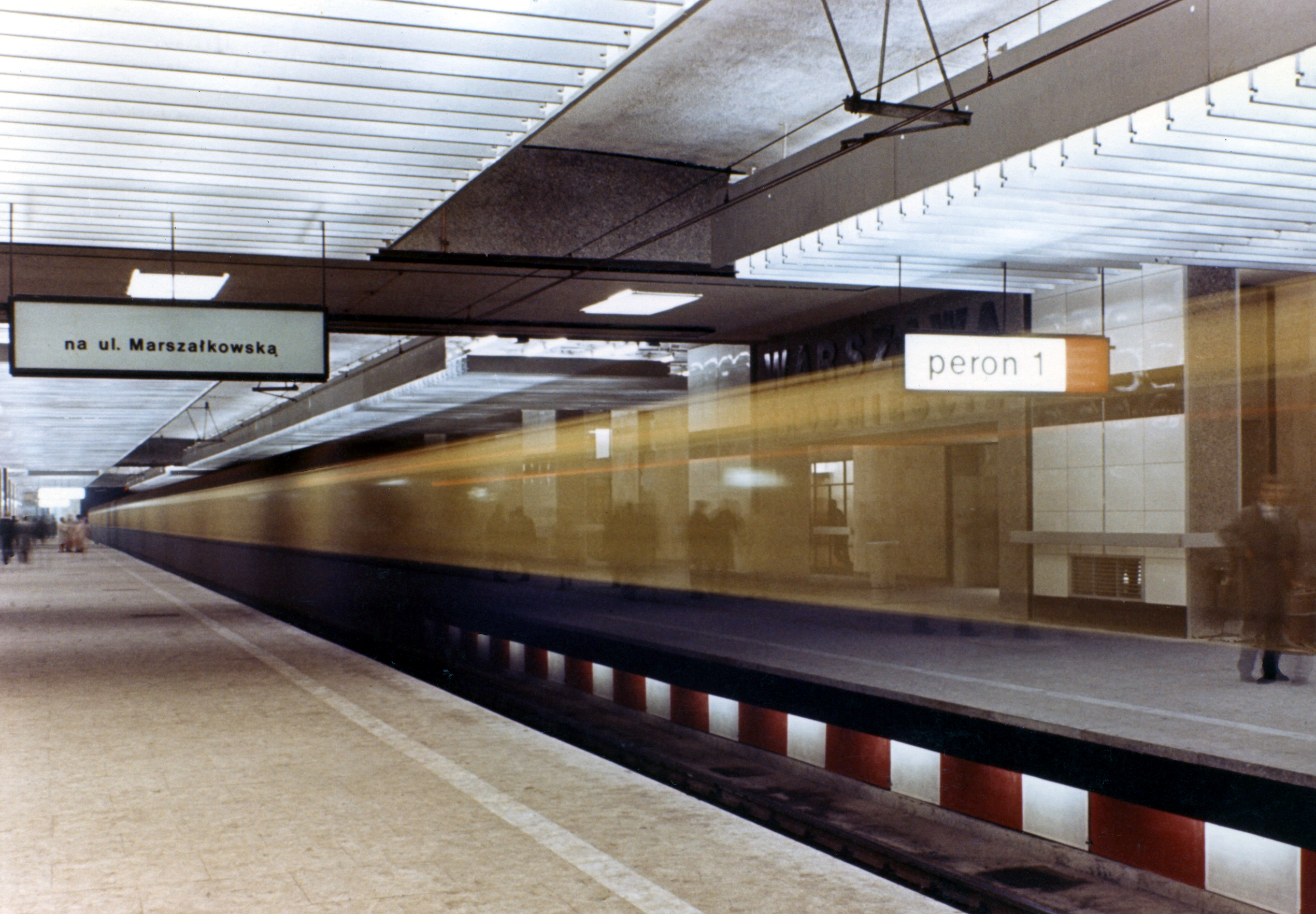
Świetlówki jarzeniowe w Warszawie w latach 60. XX w. Widoczne są pomiędzy sufitem i aluminiowym rusztem wyciszającym, wewnątrz tablic informacyjnych i pod krawędziami peronów kolejowych jako ich iluminacja.

Świetlówka, lampa fluorescencyjna – lampa wyładowcza, w której światło emitowane jest przez luminofor wzbudzony przez promieniowanie ultrafioletowe powstałe wskutek wyładowania jarzeniowego w rurze wypełnionej gazem.

## Historia
Prace nad zbudowaniem lampy zaczęły się w latach 30. XX wieku. Badaniami luminescencji zajmowali się wybitni fizycy – w Polsce Stefan Pieńkowski. Pierwszą w świecie świetlówkę (emitującą bladozielone światło), stworzył w 1935 roku Arthur Compton z General Electric, a w 1939 zaprezentował zestaw świetlówek na wystawie w Nowym Jorku.

## Konstrukcja
Jest to lampa elektryczna mająca najczęściej kształt rury, pokrytej od wewnątrz luminoforem, wypełnionej parami rtęci i argonem, w której źródłem świecenia jest promieniowanie widzialne emitowane przez warstwę luminoforu pokrywającego wewnętrzną powierzchnię rury. Wyładowania zachodzące pomiędzy elektrodami wolframowymi zabudowanymi przy końcach rury wytwarzają głównie niewidzialne promieniowanie ultrafioletowe o długości fali ok. 254 nm. Odpowiednio dobrane luminofory przetwarzają to promieniowanie na promieniowanie widzialne o pożądanej barwie światła (dzienne, chłodnobiałe, białe, ciepłobiałe, a nawet – głównie do celów dekoracyjnych – różnokolorowe, np. zielone, niebieskie, żółte, czerwone itp.).

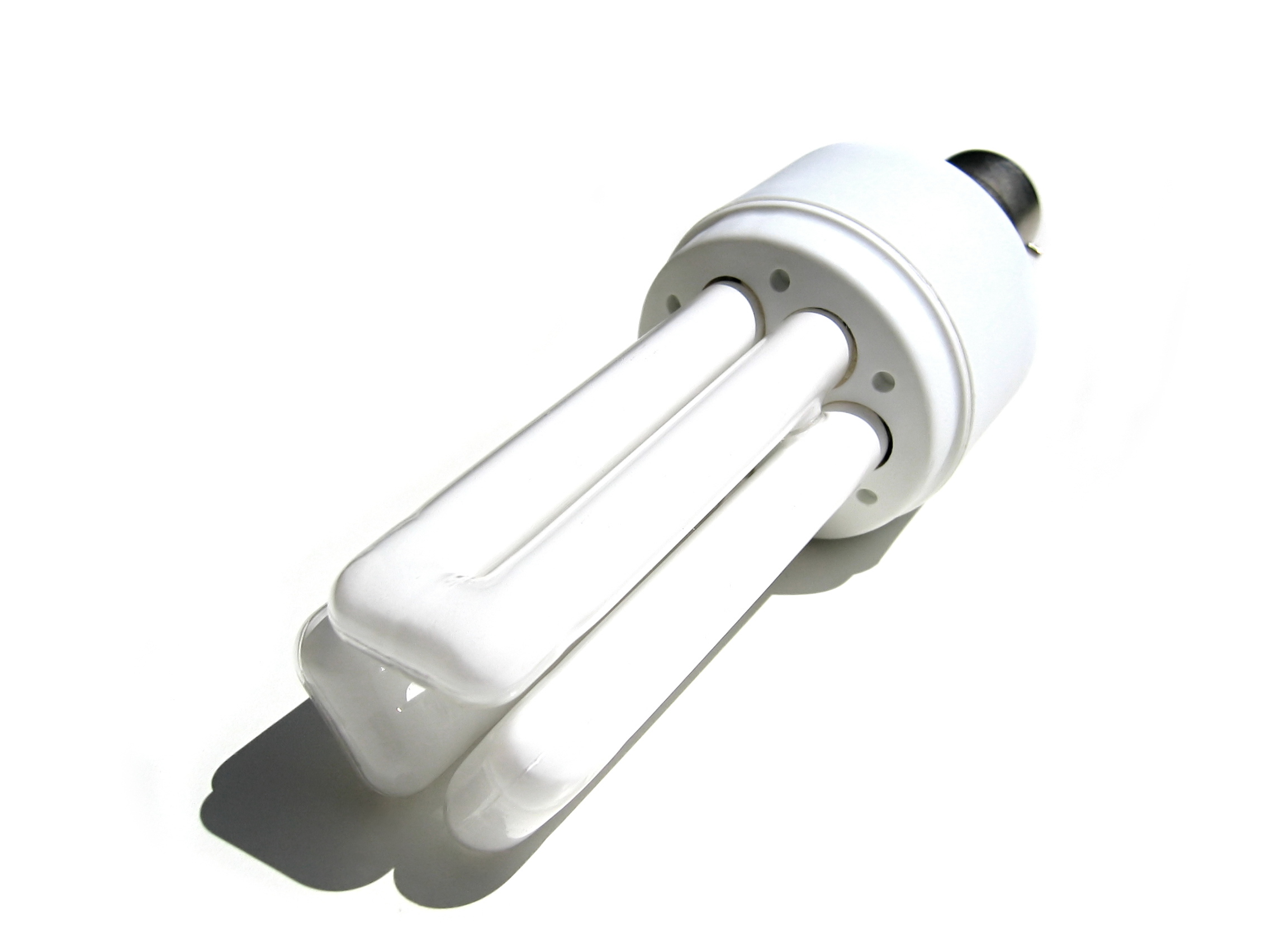
Kompaktowa lampa fluorescencyjna zwana też świetlówką kompaktową lub błędnie żarówką energooszczędną

Poza świetlówkami prostymi (liniowymi), istnieją również świetlówki kołowe, U-kształtne oraz świetlówki kompaktowe (błędnie nazywane „żarówkami” energooszczędnymi), zintegrowane z układem zapłonowym i stabilizującym. Świetlówki takie mogą być wkręcane w miejsce tradycyjnych żarówek, ponieważ mają taki sam gwint, jak żarówka.

## Odmiany konstrukcyjne
Ze względu na stosowane luminofory, świetlówki można podzielić na:
- standardowe z luminoforami halofosforanowymi,
- trójpasmowe z luminoforami wąskopasmowymi,
- z luminoforami wielopasmowymi.

Do zasilania świetlówek używane są dwa układy stabilizacyjno-zapłonowe:
- tradycyjny, ze statecznikiem magnetycznym (dławikiem), i zapłonnikiem (starterem),
- elektroniczny.

## Magnetyczny układ stabilizacyjno-zapłonowy

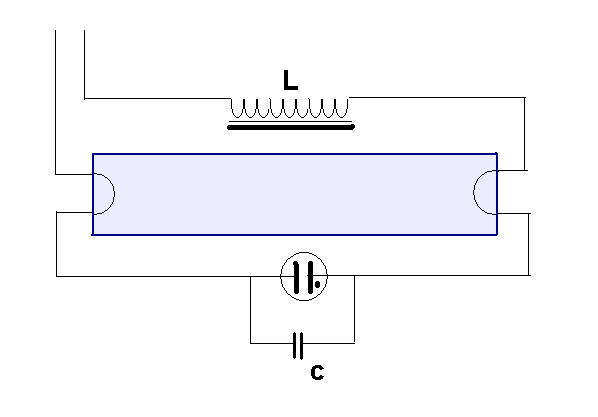
Schemat magnetycznego układu zapłonowego świetlówki: L – dławik, C – kondensator, powyżej kondensatora – zapłonnik

Do zapłonu krótkich świetlówek może wystarczyć zwykłe napięcie sieciowe, jednak dla większości dłuższych świetlówek napięcie sieciowe jest za niskie do wywołania wyładowania elektrycznego w rurze świetlówki, dlatego stosuje się układ zapłonowy – zapłonnik (potocznie starter).
Zapłonnik jest małą lampą jarzeniową wypełnioną neonem z dodatkiem argonu pod niskim ciśnieniem. Jedna lub obie elektrody zapłonnika są wykonane z termobimetalu w ten sposób, że pod wpływem ciepła elektrody zwierają się.
Przebieg zapłonu świetlówki pokazany jest na animacji.
Po załączeniu napięcia, do elektrod lampy i równolegle połączonego zapłonnika doprowadzone jest pełne napięcie sieci, gdyż spadek napięcia na dławiku, wobec braku przepływu prądu, jest równy zeru. Napięcie to powoduje powstanie wyładowania jarzeniowego w gazie wypełniającym zapłonnik. Prąd przepływa przez dławik, obie katody świetlówki oraz zapłonnik powodując nagrzewanie termobimetalicznych elektrod zapłonnika. W pewnym momencie następuje zwarcie elektrod zapłonnika i przepływ prądu ograniczony jest jedynie przez impedancję dławika L i rezystancję katod świetlówki. Przepływ dużego prądu wywołuje szybkie rozgrzewanie się termokatod wykonanych z drutu oporowego zmniejszając napięcie zapłonu. W tym czasie bimetal zapłonnika stygnie, a powracając po upływie ok. 1 s do stanu pierwotnego rozwiera obwód elektryczny. W momencie rozwarcia następuje gwałtowna zmiana prądu przepływającego przez dławik, co wytwarza siłę elektromotoryczną samoindukcji o wartości kilkuset woltów. Napięcie to dodając się do napięcia sieci wywołuje przez krótką chwilę wysokie napięcie między katodami, które doprowadza do wyładowania w gazie lampy.
Jeśli tak się stanie, to po zapłonie świetlówki, dzięki spadkowi napięcia na dławiku, napięcie na lampie obniża się do napięcia wyładowania jarzeniowego. Napięcie to jest mniejsze od napięcia zapłonu neonówki i jak długo lampa się świeci, zapłonnik pozostaje nieaktywny.
Jeśli zapłon świetlówki nie nastąpi za pierwszym razem po jej włączeniu, to proces powtarza się od nowa, aż do skutku.
Wbudowany w zapłonnik kondensator o niewielkiej pojemności zmniejsza amplitudę impulsu zapłonowego do kilkuset V, jednocześnie wydłużając czas jego trwania. Zmniejsza to iskrzenie, ograniczając zużycie styków. Kondensator redukuje również zakłócenia elektromagnetyczne wysokiej częstotliwości zarówno w trakcie zapłonu, jak i pracy lampy.
Drugi kondensator o pojemności kilku μF połączony równolegle do zacisków sieci nie jest niezbędny do pracy, a jego zadaniem jest powiększenie współczynnika mocy oprawy oświetleniowej.

## Zalety i wady w porównaniu z oświetleniem żarowym

### Zalety świetlówki w porównaniu zżarówką
- wytwarza znacznie mniej ciepła, co samo w sobie jest zaletą, poza tym też sprawia, że lampa ta jest znacznie bardziej energooszczędna,
- wyższa skuteczność świetlna (do 105 lm/W),
- dłuższy czas pracy (od ok. 8000 h do nawet 66000 h np. lumilux XXT firmy „Osram” przy użyciu stateczników elektronicznych),
- mniejsza zależność strumienia świetlnego od napięcia zasilającego,
- można wytwarzać świetlówki o różnych temperaturach barwowych,
- mniejsza luminancja,
- przy użyciu świetlówek liniowych łatwiej jest uzyskać oświetlenie bezcieniowe, niż za pomocą żarówek.

### Wady
- świetlówki emitują szkodliwe dla oczu i skóry promieniowanie UV[4]
- wymaga skomplikowanych opraw z dodatkowym wyposażeniem (statecznik i zapłonnik),
- gorsza jakość światła (nieciągłe widmo), szczególnie w wykonaniu z luminoforami halofosforanowymi i trójpasmowymi,
- wydajność świetlna lampy zależna jest od temperatury otoczenia,
- większy niż u żarówek spadek żywotności przy dużej częstości włączeń/wyłączeń, – nie dotyczy stateczników elektronicznych z podgrzewaniem elektrod (preheat start).
- w typowych rozwiązaniach brak możliwości regulacji strumienia świetlnego za pomocą regulatorów napięcia (tak zwanych „ściemniaczy”),
- tętnienie strumienia świetlnego powodujące efekt stroboskopowy – powoduje szybsze zmęczenie oczu w porównaniu do tradycyjnych żarówek – nie dotyczy stateczników elektronicznych.
- utrudniony zapłon przy obniżonym napięciu oraz w niskiej temperaturze,
- niski współczynnik mocy (ok. 0,5) powodujący konieczność stosowania kondensatorów kompensujących,
- zawierają rtęć, która jest silną trucizną – mogą być niebezpieczne po stłuczeniu,
- wyższy koszt zakupu, konieczność poniesienia kosztów utylizacji zużytych świetlówek.

## Standardy, oznaczenia
Używanych jest kilka standardowych średnic rur:
- 38 mm – świetlówki tradycyjne starszej konstrukcji (T12), trzonek G13,
- 26 mm – nowsza generacja, najbardziej rozpowszechnione (T8), trzonek G13 oraz trzonek G5,
- 16 mm – świetlówki miniaturowe (T5), trzonek G5,
- 12 mm – najnowsza generacja świetlówek (T4), trzonek G5,
- 7 mm – najnowsza generacja świetlówek (T2), trzonek G4,3.

Ra, Wb, – współczynnik oddawania barw (CRI – colour rendering index). Praktycznie tylko światło dzienne, światło żarówek i lamp halogenowych dają możliwość pełnego rozróżniania barw (Ra=100). Źródła te charakteryzują się ciągłym widmem elektromagnetycznym (pełne pasmo). Większość lamp wyładowczych ma luki w widmie światła co ma wpływ na zdolność oddawania barw. Najlepsze świetlówki z wielopasmowym luminoforem osiągają Ra rzędu 96–98 (są to świetlówki tzw. color proof), kosztem mniejszej wydajności świetlnej.
Przykładowo oznaczenie 18W/830/G13 opisuje świetlówkę 18 watową, Ra=80 lub więcej o temperaturze barwowej 3000 K na trzonku G13.

## Utylizacja
Proces utylizacji świetlówek przeprowadzany jest przy podciśnieniu, aby opary rtęci nie dostały się do atmosfery. Najpierw zużyte świetlówki wkłada się do podajnika, który jest szczelnie zamykany, a następnie jego zawartość trafia do komory, w której następuje podgrzanie zawartości podajnika powyżej 200 °C. W wyniku podgrzania następuje parowanie rtęci, natomiast szkło i aluminiowe końcówki pozostają w komorze na dnie. Po zapełnieniu komory szkłem oraz aluminium zostaje ona opróżniona a jej zawartość kierowana jest do odpowiednich zakładów takich jak huty szkła i huty aluminium, gdzie zostaną ponownie przetworzone. Unoszące się opary rtęci kierowane są do następnej komory, w której panuje temperatura −75 °C co powoduje przejście rtęci ze stanu gazowego w ciekły. Oddzielenie rtęci powoduje, że można ją ponownie wykorzystać do produkcji świetlówek.

## Ograniczenia
Oświetlenie świetlówkami z magnetycznymi statecznikami nie jest wskazane w pomieszczeniach, gdzie pracują wirujące części maszyn. Wiąże się to z tym, iż przy częstotliwości prądu sieciowego 50 Hz może wystąpić efekt stroboskopowy, sprawiający wrażenie, że wirująca część jest nieruchoma lub obraca się wolno. Takiemu efektowi zapobiega się m.in. stosując co najmniej 2 świetlówki zasilane z różnych faz lub włączając w szereg z kolejną świetlówką kondensator, przesuwający fazę o 90°. Dobór odpowiedniego w takim przypadku oświetlenia precyzuje norma PN-EN 12464-1:2004. Efekt stroboskopowy nie występuje przy świetlówkach zasilanych napięciem o częstotliwości kilkudziesięciu kHz, wytwarzanym przez elektroniczny układ zasilania, rozwiązanie to jest stosowane w świetlówkach kompaktowych.